# Centromerus gentilis
Centromerus gentilis là một loài nhện trong họ Linyphiidae.
Loài này thuộc chi Centromerus. Centromerus gentilis được miêu tả năm 1980 bởi Dumitrescu & Georgescu.